# Dido (sanger)
 For alternative betydninger, se Dido (flertydig). (Se også artikler, som begynder med Dido)
Dido (født Florian Cloud de Bounevialle O'Malley Armstrong; den 25. december 1971 i London) er en engelsk singer-songwriter.
I 1999 debuterede Dido med "No Angel" og har siden haft gedigne radiohits som "Here With Me", "Thank You" (som den amerikanske rapper Eminem med succes samplede og inkorporerede i nummeret "Stan") og "White Flag".
I november 2008 udkom Dido med sit tredje album Safe Trip Home. På det seneste album har Dido arbejdet sammen med bl.a. Brian Eno, Mick Fleetwood og Jim Keltner. Desuden har Didos bror Rollo Armstrong (kendt fra gruppen Faithless) været inde over som producer og sangskriver, som han også var det på de to første album.

## Diskografi
- No Angel (1999)
- Life for Rent (2003)
- Safe Trip Home (2008)
- Girl Who Got Away (2013)
- Still On My Mind (2019)